# 比利時國家男子排球隊
比利時國家男子排球隊是比利時的國家男子排球隊，有著「紅龍」的暱稱。截至2024年6月，在FIVB世界排名為第16名。
比利时在2013年首次获得欧洲联赛冠军。2014年是比利时自1978年以来首次参加世界锦标赛。

## 國際賽成績
冠軍    亞軍    季軍    第4名

### 世界男子排球錦標賽
| 年   | 排名         |
| ---- | ------------ |
| 1949 | 第9名        |
| 1952 | 没有参赛资格 |
| 1956 | 第17名       |
| 1960 | 没有参赛资格 |
| 1962 | 第20名       |
| 1966 | 第14名       |
| 1970 | 第8名        |
| 1974 | 第11名       |
| 1978 | 第18名       |
| 1982 | 没有参赛资格 |
| 1986 | 没有参赛资格 |
| 1990 | 没有参赛资格 |
| 1994 | 没有参赛资格 |
| 1998 | 没有参赛资格 |
| 2002 | 没有参赛资格 |
| 2006 | 没有参赛资格 |
| 2010 | 没有参赛资格 |
| 2014 | 第17名       |
| 2018 | 第10名       |
| 2022 | 没有参赛资格 |
| 2025 | 取得參賽資格 |
| 總計 |              |